# Lista szkół w Redzie

## Przedszkola
| przedszkole                             | data utworzenia | rodzaj szkoły            | adres                 |
| --------------------------------------- | --------------- | ------------------------ | --------------------- |
| Przedszkole nr 1 w Redzie               | 01.09.2018      | przedszkole publiczne    | ul. Gniewowska 4      |
| Przedszkole nr 2 w Redzie               | 01.09.2018      | przedszkole publiczne    | ul. Łąkowa 27         |
| Przedszkole Niepubliczne "Przygoda"     | 01.04.2005      | przedszkole niepubliczne | ul. C. Norwida 59     |
| Przedszkole "Anioła Stróża"             | 01.09.2009      | przedszkole niepubliczne | ul. Łąkowa 70         |
| Niepubliczne Przedszkole "Calineczka"   | 01.09.2010      | przedszkole niepubliczne | ul. J. Brzechwy 1b/5  |
| Niepubliczne Przedszkole "Wesołe Smyki" | 01.09.2015      | przedszkole niepubliczne | ul. H. Derdowskiego 5 |

## Szkoły podstawowe
| szkoła                                      | patron                             | data utworzenia | rodzaj szkoły                                         | adres                 |
| ------------------------------------------- | ---------------------------------- | --------------- | ----------------------------------------------------- | --------------------- |
| Szkoła Podstawowa nr 2                      | im. Małego Trójmiasta Kaszubskiego | 01.09.1964      | szkoła publiczna                                      | ul. A. Zawadzkiego 12 |
| Szkoła Podstawowa nr 3 w Zespole Szkół nr 2 | im. Stefana Żeromskiego            | 03.09.1962      | szkoła publiczna                                      | ul. Brzozowa 30       |
| Szkoła Podstawowa nr 4 w Zespole Szkół nr 1 | im. płk. Kazimierza Pruszkowskiego | 01.09.1988      | szkoła publiczna                                      | ul. Łąkowa 36/38      |
| Szkoła Podstawowa nr 5                      | im. Jana Drzeżdżona                | 01.09.1993      | szkoła publiczna                                      | ul. Rekowska 36       |
| Szkoła Podstawowa nr 6                      | im. Jana Pawła II                  | 01.09.1999      | szkoła publiczna                                      | ul. Gniewowska 33     |
| Prywatna Szkoła Podstawowa                  | im. Tony'ego Halika                | 01.09.1992      | szkoła niepubliczna o uprawnieniach szkoły publicznej | ul. C. Norwida 59     |

## Szkoły ponadpodstawowe
| szkoła                                                         | patron                            | data utworzenia | rodzaj szkoły    | adres            |
| -------------------------------------------------------------- | --------------------------------- | --------------- | ---------------- | ---------------- |
| Liceum Ogólnokształcące w Powiatowym Zespole Szkół w Redzie    | –                                 | 01.09.1994      | szkoła publiczna | ul. Łąkowa 38    |
| Zasadnicza Szkoła Zawodowa w Powiatowym Zespole Szkół w Redzie | im. Zasłużonych Ziemi Kaszubskiej | 01.09.1990      | szkoła publiczna | ul. Łąkowa 36-38 |
| Uzupełniające Liceum Ogólnokształcące dla Dorosłych w Redzie   | –                                 | ?               | szkoła publiczna | ul. Łąkowa 36/38 |
|                                                                |                                   |                 |                  |                  |

## Szkoły policealne
| szkoła                                                                    | data utworzenia | rodzaj szkoły    | adres            |
| ------------------------------------------------------------------------- | --------------- | ---------------- | ---------------- |
| Policealna Szkoła dla Dorosłych w Redzie,                                 | ?               | szkoła publiczna | ul. Łąkowa 36-38 |
| Policealna Szkoła Rachunkowości dla Dorosłych w Redzie                    | ?               | szkoła prywatna  | ul. Łąkowa 36-38 |
| Policealna Szkoła Administracji i Służb Socjalnych w Redzie               | ?               | szkoła prywatna  | ul. Łąkowa 36-38 |
| Policealna Szkoła Agroturystyki "Darżlubia" w Redzie                      | ?               | szkoła prywatna  | ul. Łąkowa 36-38 |
| Policealna Szkoła Zarządzania, Handlu i Marketingu w Redzie               | ?               | szkoła prywatna  | ul. Łąkowa 36-38 |
| Studium Geodezji i Kartografii w Redzie                                   | ?               | szkoła prywatna  | ul. Łąkowa 36-38 |
| Studium Informatyki, Grafiki Komputerowej i Przetwarzania Danych w Redzie | ?               | szkoła prywatna  | ul. Łąkowa 36-38 |